# 주한 라오스 대사관
주한 라오스 대사관(라오어: ສະຖານທູດລາວ ປະຈໍາ ສ.ເກົາຫຼີ)은 대한민국 서울특별시 용산구 한남동 657-9에 있는 라오스 대사관이다. 현직 주한 라오스 대사는 티엥 부파이다.

## 역사
대한민국과 라오스 왕국은 1950년대에 서로를 승인했다. 1950년대 후반 이승만이 공산 반군과 교전 중인 라오스를 지원하기 위해 파병을 고려했다고도 한다. 하지만 정식 수교까지는 맺지 못했다.
대한민국은 1973년 11월 1일에 라오스와 통상 대표 관계를 수립했으며 1974년 6월 22일에 라오스와 수교했다. 1974년 8월 14일에는 대한민국 정부가 라오스 비엔티안에서 주라오스 대한민국 대사관을 개설했으나 라오스는 대한민국에 대사관을 개설하지 않았다. 그러나 라오스에 공산주의 정권이 수립되기 직전인 1975년 7월 24일에 외교 관계가 단절되면서 주라오스 대한민국 대사관이 철수했다. 이 때부터 라오스는 한동안 조선민주주의인민공화국과 단독으로 교류했다. 그러다가 1988년 서울 올림픽에 공식 참가했고 1995년 10월 25일에는 대한민국과의 외교 관계를 정상화했다.
1996년 9월 19일에는 대한민국 정부가 라오스 비엔티안에서 주라오스 대한민국 대사관을 재개설했다. 2001년 1월에는 라오스 정부가 대한민국 서울에 주한 라오스 대사관을 개설했다.

## 같이 보기
- 대한민국-라오스 관계
- 주라오스 대한민국 대사관
- 라오스의 재외공관 목록
- 대한민국 주재 외국공관 목록